# فرودگاه بازل-مولوز-فرایبورگ اروپا
فرودگاه بازل مولوز فرایبورگ اروپا (به انگلیسی: EuroAirport Basel Mulhouse Freiburg) (به زبان بومی: Flughafen Basel Mülhausen Freiburg) یک فرودگاه همگانی بین‌المللی مسافربری با کد یاتا BSL، MLH، EAP است که یک باند فرود بتن دارد و طول باند آن ۳۹۰۰ متر است. این فرودگاه متعلق به کشورهای سوئیس، فرانسه و آلمان است. و در ارتفاع ۲۷۰ متری از سطح دریا واقع شده‌است.

## مقاصد و خطوط هوایی

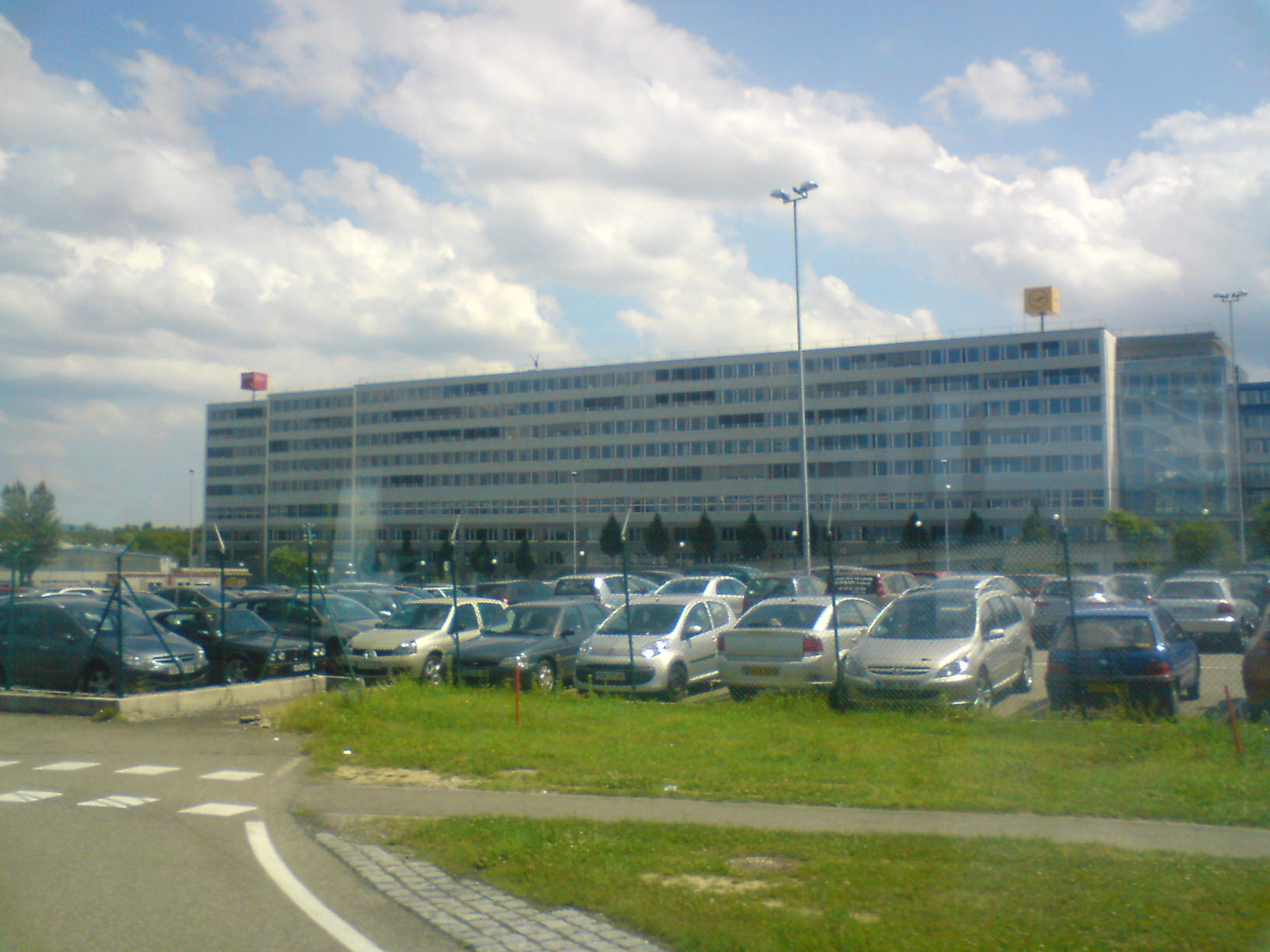
نمای بیرونی فرودگاه بازل مولوز فرایبورگ اروپا

### مسافربری
| شرکت‌های هواپیمایی                                              | مقصدهای پروازی |
| -------------------------------------------------------------- | --- |
| اژین ایرلاینز                                                  | فصلی charter: فرودگاه بین‌المللی هراکلین، فرودگاه بین‌المللی رود |
| ایگل آزور                                                      | فرودگاه هواری بومدین، فرودگاه بین‌المللی محمد بوضیاف، فرودگاه اس سینیا وهران، Sétif |
| هواپیمایی الجزایر                                              | فرودگاه بین‌المللی محمد بوضیاف |
| ایر عربیا مغرب                                                 | فرودگاه بین‌المللی محمد پنجم |
| ایر فرانس                                                      | فرودگاه اورلی |
| Air France operated by هاپ!                                    | فرودگاه پاری-شارل-دو-گل، فرودگاه اورلی |
| Air Transat                                                    | فصلی: فرودگاه بین‌المللی مونترآل-پییر الیوت ترودو |
| ایر ویا                                                        | فصلی: فرودگاه بورگاس (resumes 21 مه ۲۰۱۳) |
| تی‌یوآی ایرلاینز نیدرلندز                                       | فصلی: فرودگاه بین‌المللی پونتا کانا، فرودگاه بین‌المللی کانکون، کینتانا رو |
| بریتیش ایرویز                                                  | فرودگاه هیترو لندن |
| بروکسل ایرلاینز                                                | فرودگاه بروکسل |
| بلغاریا ایر                                                    | فصلی: فرودگاه وارنا |
| ایزی‌جت                                                         | فرودگاه آنتالیا، فرودگاه بارسلونا، فرودگاه برلین شونفلد، فرودگاه بین‌المللی بوداپست فرنک لیست، فرودگاه کاتانیا-فونتاناروسا، فرودگاه ادینبرو، فرودگاه مادرید-باراخاس، فرودگاه منچستر، فرودگاه گاتویک، فرودگاه تولوز-بلانیاک |
| EasyJet Switzerland                                            | فرودگاه آلیکانته، فرودگاه اسخیپهول آمستردام، فرودگاه برلین شونفلد، فرودگاه بوردو–مریگناک، فرودگاه بروکسل، فرودگاه کپنهاگ، فرودگاه درسدن، فرودگاه بین‌المللی دوسلدورف، فرودگاه ادینبرو، فرودگاه فوئرته‌ونتورا، فرودگاه هامبورگ، فرودگاه ایبیزا (اسپانیا)، فرودگاه بین‌المللی صبیحه گوکچن، فرودگاه گرن کناریا، فرودگاه لیسبون پورتلا، فرودگاه مالاگا، فرودگاه مراکش-منارا، فرودگاه نانت آتلانتیک، فرودگاه ناپل، فرودگاه نیس کوت دازور، فرودگاه پالما دو مالروکا، فرودگاه فرنسیسکو جسا کارنئیرو، فرودگاه بین‌المللی پریشتینا، فرودگاه لئوناردو دا وینچی-فیومیچینو، فرودگاه سانتیاگو د کمپوستلا، فرودگاه بین‌المللی بن گوریون، فرودگاه تنریف جنوبی، فرودگاه ونیز مارکو پولو فصلی: Ajaccio، فرودگاه بین‌المللی آتن، فرودگاه کگلیاری-الماس، فرودگاه فارو، فرودگاه اولبیا - کاستا اسمرالدا، فرودگاه اسپلیت، فرودگاه بین‌المللی سالونیک |
| Germania                                                       | فرودگاه پالما دو مالروکا |
| ژرمن‌وینگز                                                      | فرودگاه بین‌المللی پریشتینا |
| هاپ!                                                           | فرودگاه لیون-سینت اگزوپری فصلی: Ajaccio، فرودگاه فیگاری ساد-کورسه |
| کی‌ال‌ام operated by کی‌ال‌ام سیتی‌هاپر                             | فرودگاه اسخیپهول آمستردام |
| لوفت‌هانزا رجینال operated by Augsburg Airways                  | فرودگاه مونیخ (پایان ۲۶ اکتبر ۲۰۱۳) |
| Lufthansa Regional operated by لوفت‌هانزا سیتی‌لاین              | فرودگاه بین‌المللی فرانکفورت، فرودگاه مونیخ |
| Lufthansa Regional operated by اویرووینگز                      | فرودگاه بین‌المللی دوسلدورف |
| هواپیمایی پگاسوس                                               | فرودگاه بین‌المللی صبیحه گوکچن |
| سان اکسپرس                                                     | فرودگاه آنتالیا فصلی: فرودگاه عدنان مندرس |
| سوئیس اینترنشنال ایرلاینز operated by Swiss European Air Lines | فرودگاه بارسلونا، فرودگاه هامبورگ، فرودگاه لندن سی‌تی، فرودگاه پراگ رازیون، فرودگاه لئوناردو دا وینچی-فیومیچینو |
| تی‌یوآی‌فلای                                                     | Agadir، فرودگاه آنتالیا (آغاز ۱ نوامبر ۲۰۱۳)، فرودگاه فوئرته‌ونتورا، فرودگاه گرن کناریا، فصلی: فرودگاه رابیل، فرودگاه بین‌المللی کورفو، فرودگاه مادیرا، فرودگاه بین‌المللی هراکلین، فرودگاه بین‌المللی جزیره کوس، فرودگاه بین‌المللی لارناکا (begins 17 May 2013)، فرودگاه مراکش-منارا، فرودگاه منورکا، فرودگاه پالما دو مالروکا، فرودگاه بین‌المللی رود، فرودگاه بین‌المللی امیلکر کبرل، فرودگاه بین‌المللی بن گوریون (آغاز ۱۶ ژوئیه ۲۰۱۳)، فرودگاه تنریف جنوبی |
| تراول سرویس ایرلاینز                                           | فرودگاه اولبیا - کاستا اسمرالدا (آغاز ۳ مه ۲۰۱۳) |
| تونس ایر                                                       | فرودگاه بین‌المللی دیربا–زارزیس |
| هواپیمایی ترکیه                                                | فرودگاه بین‌المللی آتاترک |
| تووین جت                                                       | فرودگاه لیله (آغاز ۲۱ مه ۲۰۱۳)، فرودگاه استانی مارسی، فرودگاه تولوز-بلانیاک |
| ویز ایر                                                        | فرودگاه بلگراد نیکولا تسلا، فرودگاه اسکندر کبیر اسکوپیه، فرودگاه بین‌المللی توزلا (begins 15 June 2013) |

### باربری
| شرکت‌های هواپیمایی                                 | مقصدهای پروازی                                          |
| ------------------------------------------------- | ------------------------------------------------------- |
| دی‌اچ‌ال اوییشن                                     | فرودگاه لایپزیگ/هال                                     |
| DHL operated by Atlantic Airlines                 | فرودگاه ایست میدلند                                     |
| DHL operated by Bluebird Cargo                    | فرودگاه بین‌المللی ژنو، فرودگاه لایپزیگ/هال              |
| فدکس اکسپرس operated by ای‌اس‌ال ایرلاینز ایرلند    | فرودگاه پاری-شارل-دو-گل                                 |
| هواپیمایی کره                                     | فرودگاه بین‌المللی اینچن                                 |
| ام‌ای‌اس کارگو                                      | فرودگاه بین‌المللی کوالالامپور، فرودگاه بین‌المللی تاشکند |
| Swiss WorldCargo                                  | فرودگاه زوریخ                                           |
| TNT Airways                                       | فرودگاه لیژ                                             |
| یوپی‌اس ایرلاینز operated by ای‌اس‌ال ایرلاینز سوئیس | فرودگاه کلن بن، فرودگاه بین‌المللی ژنو                   |

## شرکت‌های هواپیمایی و مقصدهای پروازی

### مسافری
The following airlines offer regular scheduled and charter flights at the EuroAirport:
| شرکت‌های هواپیمایی                             | مقصدهای پروازی |
| --------------------------------------------- | --- |
| ایگل آزور                                     | هواری بومدین، محمد بوضیاف، اس سینیا وهران، این ارنات |
| هواپیمایی الجزایر                             | محمد بوضیاف |
| ایر عربیا مغرب                                | محمد پنجم |
| ایر فرانس اجرا توسط هاپ!                      | شارل دوگل پاریس |
| Air Transat                                   | فصلی: مونترآل-پییر الیوت ترودو |
| ایر ویا                                       | چارتر فصلی: بورگاس |
| آسترین ایرلاینز                               | وین |
| بریتیش ایرویز                                 | هیترو لندن |
| بروکسل ایرلاینز                               | بروکسل |
| ایزی‌جت                                        | اسخیپول آمستردام، بارسلونا-ال پرات، بریستول، برلین شونفلد، ادینبرو، هامبورگ، لیسبون پورتلا، گاتویک، لوتن لندن، منچستر، ناپل، تولوز-بلانیاک، ونیز مارکو پولو |
| easyJet Switzerland                           | آلیکانته-الچه، اسخیپول آمستردام، بارسلونا-ال پرات، برلین شونفلد، بوردو–مریگناک، بریندیسی، بروکسل، بوداپست فرنک لیست، کاتانیا-فونتاناروسا، کپنهاگ، درسدن، ادینبرو، فوئرته‌ونتورا، کریستیانو رونالدو، گرن کناریا، هامبورگ، جان پل دوم کراکوف-بالیس، لانزاروته، لارناکا، لیسبون پورتلا، گاتویک، مادرید-باراخاس، مالاگا، مراکش-منارا، مونپلیه - مدیترانه، نانت آتلانتیک، نیس کوت دازور، پالما د مایورکا، فرنسیسکو جسا کارنئیرو، پراگ رازیون، پریشتینا، لئوناردو دا وینچی-فیومیچینو، سانتیاگو د کمپوستلا، سن پابلو، استکهلم-آرلاندا (آغاز از ۳۱ اکتبر ۲۰۱۷)، بن گوریون، تنریف جنوبی، تولوز-بلانیاک، ونیز مارکو پولو فصلی: آیاتچو – ناپلئون بنوپارت، باستیا – پورتا، بیاریتس – انگلت – بییون، کگلیاری-الماس، دوبروونیک، فارو، فیگاری ساد-کورسه، ایبیزا، ملی جزیره میکناس، اولبیا - کاستا اسمرالدا، گالیله، کفلاویک، اسپلیت، سالونیک |
| یورو وینگز                                    | دوسلدورف فصلی: پالما د مایورکا |
| ایبریا ایرلاین                                | مادرید-باراخاس |
| کاال‌ام اجرا توسط کی‌ال‌ام سیتی‌هاپر              | اسخیپول آمستردام |
| لوفت‌هانزا رجینال اجرا توسط لوفت‌هانزا سیتی‌لاین | فرانکفورت، مونیخ |
| پگاسوس ایرلاینز                               | صبیحه گوکچن |
| رایان‌ایر                                      | دوبلین، استانستد لندن |
| اسکای‌ورک ایرلاینز                             | لندن سی‌تی، وین (آغاز از ۴ سپتامبر ۲۰۱۷) فصلی: هرینگسدورف، جرزی، سایلت |
| سان اکسپرس                                    | آنتالیا فصلی: عدنان مندرس |
| تی‌یوآی‌فلای                                    | اگادیر المسیره، فوئرته‌ونتورا، گرن کناریا فصلی: رابیل، کورفو، کریستیانو رونالدو، هراکلین، جزیره کوس، مراکش-منارا، منورکا، پالما د مایورکا، رود، امیلکر کبرل، تنریف جنوبی |
| تونس ایر                                      | دیربا–زارزیس |
| ترکیش ایرلاینز                                | آتاترک |
| ویولینگ                                       | بارسلونا-ال پرات |
| ویز ایر                                       | بلگراد نیکولا تسلا، هنری کواندا، بوداپست فرنک لیست (آغاز از ۳ مه ۲۰۱۸), کلوژ-نپوکا، کنستانتین بزرگ در نیش، اورکید سنت. پل دا اپوستل، اوسیک، اسکندر کبیر اسکوپیه، صوفیه، توزلا، شوپن ورشو |

### باری
| شرکت‌های هواپیمایی                               | مقصدهای پروازی       |
| ----------------------------------------------- | -------------------- |
| AirBridgeCargo Airlines                         | شرمتیوو              |
| ASL Airlines Belgium                            | لیژ                  |
| دی‌اچ‌ال اوییشن                                   | لایپزیگ/هال          |
| دی‌اچ‌ال اوییشن اجرا توسط Atlantic Airlines       | ایست میدلند          |
| دی‌اچ‌ال اوییشن اجرا توسط Bluebird Cargo          | ژنو، لایپزیگ/هال     |
| امارات اسکای‌کارگو                               | آل مکتوم             |
| فدکس اکسپرس اجرا توسط ای‌اس‌ال ایرلاینز ایرلند    | شارل دوگل پاریس      |
| کورین ایر                                       | اینچئون، وین         |
| هواپیمایی قطر                                   | دوحه، بروکسل         |
| یوپی‌اس ایرلاینز اجرا توسط ای‌اس‌ال ایرلاینز سوئیس | کلن بن، ژنو، سارایوو |